# Gisella Burinato
Gisella Burinato (Desio, 7 marzo 1946) è un'attrice italiana.

## Biografia
Diplomata al Piccolo Teatro della città di Milano esordì sulla scena diretta dal regista Marco Bellocchio nel Timone di Atene. Partecipò al primo film nel 1972 (Nel nome del padre), diretto ancora da Marco Bellocchio, accanto a Laura Betti. Il suo primo film da protagonista fu Il gabbiano (1977), sempre diretta da Marco Bellocchio, suo marito, nel ruolo di Masha, al fianco ancora di Laura Betti, di Pamela Villoresi e Remo Girone. Nello stesso anno interpretò il ruolo di una sordomuta nel film di Silvano Agosti, Nel più alto dei cieli.
Nel 1980 recitò nel film Salto nel vuoto, di Marco Bellocchio, premiato al Festival di Cannes, accanto a Michel Piccoli, Anouk Aimée e Michele Placido. Negli anni successivi si dedicò alla commedia: nel 1984 nel film Uno scugnizzo a New York di Mariano Laurenti, con Nino D'Angelo, e nel 1987 nel film Da grande di Franco Amurri accanto ad Alessandro Haber, Ottavia Piccolo e Renato Pozzetto.
Nel 1990 interpretò la madre di Sandrine Bonnaire al fianco di Marcello Mastroianni nel film Verso sera diretto da Francesca Archibugi. Nel settembre del 1998 partecipò al video musicale Quelli che benpensano del rapper Frankie hi-nrg mc. Continuò a lavorare nella commedia in due film di Gabriele Muccino, Ecco fatto (1998) e Come te nessuno mai (1999). Nello stesso anno tornò a lavorare con Marco Bellocchio ne La balia. Nel 2005 recitò in La febbre, film diretto da Alessandro D'Alatri con Valeria Solarino e Fabio Volo. 
Nel 2007 fu interprete di due film: Riparo di Marco Simon Puccioni, in concorso al Festival di Berlino, accanto a Maria de Medeiros, e Non pensarci, in concorso al Festival di Venezia, nel ruolo della madre di Valerio Mastandrea e Giuseppe Battiston, per la regia di Gianni Zanasi.
In televisione è passata ugualmente dal drammatico al comico: in Mafalda di Savoia interpreta Maria, una donna polacca deportata nei campi di concentramento nazisti, mentre in Piloti, accanto a Max Tortora e Enrico Bertolino, nel ruolo dell'arcigna hostess Silvana Bava.

### Vita privata
È stata sposata con il regista Marco Bellocchio con cui ha avuto un figlio, Pier Giorgio, attore.

## Filmografia

### Cinema
- Nel nome del padre, regia di Marco Bellocchio (1972)
- Sbatti il mostro in prima pagina, regia di Marco Bellocchio (1972)
- Donna è bello, regia di Sergio Bazzini (1974)
- La linea del fiume, regia di Aldo Scavarda (1976)
- Marcia trionfale, regia di Marco Bellocchio (1976)
- Nel più alto dei cieli, regia di Silvano Agosti (1977)
- Il gabbiano, regia di Marco Bellocchio (1977)
- Io sono mia, regia di Sofia Scandurra (1978)
- Salto nel vuoto, regia di Marco Bellocchio (1980)
- Vacanze in Val Trebbia, regia di Marco Bellocchio (1980)
- Uno scugnizzo a New York, regia di Mariano Laurenti (1984)
- I ragazzi della periferia sud, regia di Gianni Minello (1984)
- Da grande, regia di Franco Amurri (1987)
- Luisa, Carla, Lorenza e... le affettuose lontananze, regia di Sergio Rossi (1989)
- Verso sera, regia di Francesca Archibugi (1990)
- Tra due risvegli, regia di Amedeo Fago (1993)
- Torino Boys, regia dei Manetti Bros. (1997)
- Ecco fatto, regia di Gabriele Muccino (1998)
- La balia, regia di Marco Bellocchio (1999)
- Come te nessuno mai, regia di Gabriele Muccino (1999)
- Quello che le ragazze non dicono, regia di Carlo Vanzina (2000)
- Domani, regia di Francesca Archibugi (2001)
- La febbre, regia di Alessandro D'Alatri (2005)
- Riparo, regia di Marco Simon Puccioni (2007)
- Cardiofitness, regia di Fabio Tagliavia (2007)
- Non pensarci, regia di Gianni Zanasi (2007)
- Chi nasce tondo..., regia di Alessandro Valori (2008)
- Cosa voglio di più, regia di Silvio Soldini (2010)
- 20 sigarette, regia di Aureliano Amadei (2010)
- È nata una star?, regia di Lucio Pellegrini (2012)
- Finché c'è prosecco c'è speranza, regia di Antonio Padovan (2017)
- Fuori sede, regia di Sergio Rubini (2017)
- Quando sarò bambino, regia di Edoardo Palma (2018)
- Io c'è, regia di Alessandro Aronadio (2018)
- Il mostro della cripta, regia di Daniele Misischia (2021)
- L'anima salva, regia di Federica Biondi (2024)

### Televisione
- Delitto Paternò, regia di Gianluigi Calderone – miniserie TV (1978)
- Il naso del notaio, regia di Julio Salinas – film TV (1979)
- La promessa, regia di Alberto Negrin – miniserie TV (1979)
- L'enigma delle due sorelle, regia di Mario Foglietti – miniserie TV (1980)
- Gelosia, regia di Leonardo Cortese – miniserie TV (1980)
- La brace dei Biassoli, regia di Giovanni Fago – miniserie TV (1981)
- Rosaura alle dieci, regia di Gianluigi Calderone – film TV (1981)
- Il caso Murri, regia di Mario Ferrero – miniserie TV (1982)
- L'eterna giovinezza, regia di Vittorio De Sisti – miniserie TV (1988)
- Un inviato molto speciale – serie TV, episodio Poliziotto per un giorno (1992)
- Linda e il brigadiere – serie TV, episodio 1x02 (1997)
- L'avvocato delle donne, regia di Andrea e Antonio Frazzi – miniserie TV, episodio Adriana (1997)
- Padre Pio - Tra cielo e terra, regia di Giulio Base – miniserie TV (2000)
- Cuore, regia di Maurizio Zaccaro – miniserie TV (2001)
- Non ho l'età 2, regia di Giulio Base – film TV (2002)
- Valeria medico legale – serie TV, episodio 2x03
- Sospetti 2 – serie TV (2003)
- Al di là delle frontiere, regia di Maurizio Zaccaro – miniserie TV (2004)
- Diritto di difesa – serie TV, episodio 1x09 (2004)
- Mafalda di Savoia - Il coraggio di una principessa, regia di Maurizio Zaccaro – miniserie TV (2006)
- Piloti – sitcom (2007-2009)
- R.I.S. - Delitti imperfetti – serie TV, episodio 4x14 (2008)
- Non pensarci - La serie – serie TV, episodi Beautiful people e Lo squalo (2009)
- Le segretarie del sesto, regia di Angelo Longoni – miniserie TV (2009)
- Fuoriclasse – serie TV (2011-2015)
- Mister Ignis - L'operaio che fondò un impero, regia di Luciano Manuzzi – miniserie TV (2014)
- Luisa Spagnoli, regia di Lodovico Gasparini – miniserie TV (2016)
- L'allieva – serie TV, episodio 1x10 (2016)
- I bastardi di Pizzofalcone, regia di Carlo Carlei – serie TV, episodio 1x03 (2017)
- L'Aquila - Grandi speranze – serie TV (2019)
- Masantonio - Sezione scomparsi, regia di Fabio Mollo – miniserie TV (2021)
- Rocco Schiavone – serie TV, episodi 5x02-5x03 (2023)
- Imma Tataranni - Sostituto procuratore – serie TV, episodio 4x04 (2025)

### Cortometraggi
- Bassa marea, regia di Roberto De Paolis (2010)
- Babylon Fast Food, regia di Alessandro Valori (2012)
- Amore bambino, regia di Giulio Donato (2017)
- Non è una bufala, regia di Niccolò Gentili e Ignacio Paurici (2018)
- Lamiya, regia di Giovanni Piperno (2019)

### Videoclip
- Quelli che benpensano - Frankie hi-nrg mc (1997)

## Teatro
- La locandiera, di Carlo Goldoni, regia di Cesco Baseggio (1967)
- Teatro cabaret, di Alvaro Alvise (1968)
- Le fenicie, di Euripide, regia di Franco Enriquez, Teatro Greco di Siracusa (1968)
- Timone d'Atene, di William Shakespeare, regia di Marco Bellocchio, Piccolo Teatro di Milano (1969)
- Le Diavolerie. Appunti sull’angoscia, testo e regia di Alessandro Fersen (1972)
- C'era una volta, da Charles Perrault, regia di Pippo Liuzzi (1973)
- Guglielmo e Marinella, di Viveka Melander, regia di Vilda Ciurlo (1974)
- Io, Patria e famiglia, regia di Amedeo Fago (1975)
- Tre sorelle, di Anton Čechov, regia di Gian Luigi Polidoro (1975)
- Strasse, da Bertolt Brecht, regia di Giancarlo Sammartano (1976)
- La battaglia del pane, di Bertolt Brecht, regia di Giancarlo Sammartano (1976)
- La morte del dottor Faust, di Michel de Ghelderode, regia di Amedeo Fago (1976)
- Il sogno, di August Strindberg, regia di Ramon Pareja (1978)
- Hair, Teatro Sistina di Roma (1979)
- La figlia di Iorio, di Gabriele D'Annunzio, regia di Roberto De Simone (1982)
- Il mercante di Venezia, di William Shakespeare, regia di Franco Ricordi (1984)
- Voglio andare al mare, di Luisa Stagni, regia di Renato Mambor (1985)
- Pulcinella, un'altra cosa, di Rocco Mortelliti, regia di Enrico De Dominicis (1986)
- Il gabbiano, di Anton Čechov, regia di Pippo Di Marca (1992)
- Ospiti notturni, di U. Bozzini, regia di Gisella Burinato (1992)
- Femmina, monologo di Federica Mancini (1992)
- Il mastino di Baskerville, regia di Sofia Scandurra (1993)
- L'assassino di Alberbury, regia di Sofia Scandurra (1995)
- Merce fragile, regia di Federico Caramadre Ronconi (2005)